# Cho Kim-Byung
Cho Kim-Byung es un deportista surcoreano que compitió en judo. Ganó dos medallas de oro en los Juegos Asiáticos, en los años 1986 y 1990.

## Palmarés internacional
| Juegos Asiáticos | Juegos Asiáticos     | Juegos Asiáticos | Juegos Asiáticos |
| Año              | Lugar                | Medalla          | Categoría        |
| ---------------- | -------------------- | ---------------- | ---------------- |
| 1986             | Seúl (Corea del Sur) | Medalla de oro   | –78 kg           |
| 1990             | Pekín (China)        | Medalla de oro   | –78 kg           |